# 顺天府学

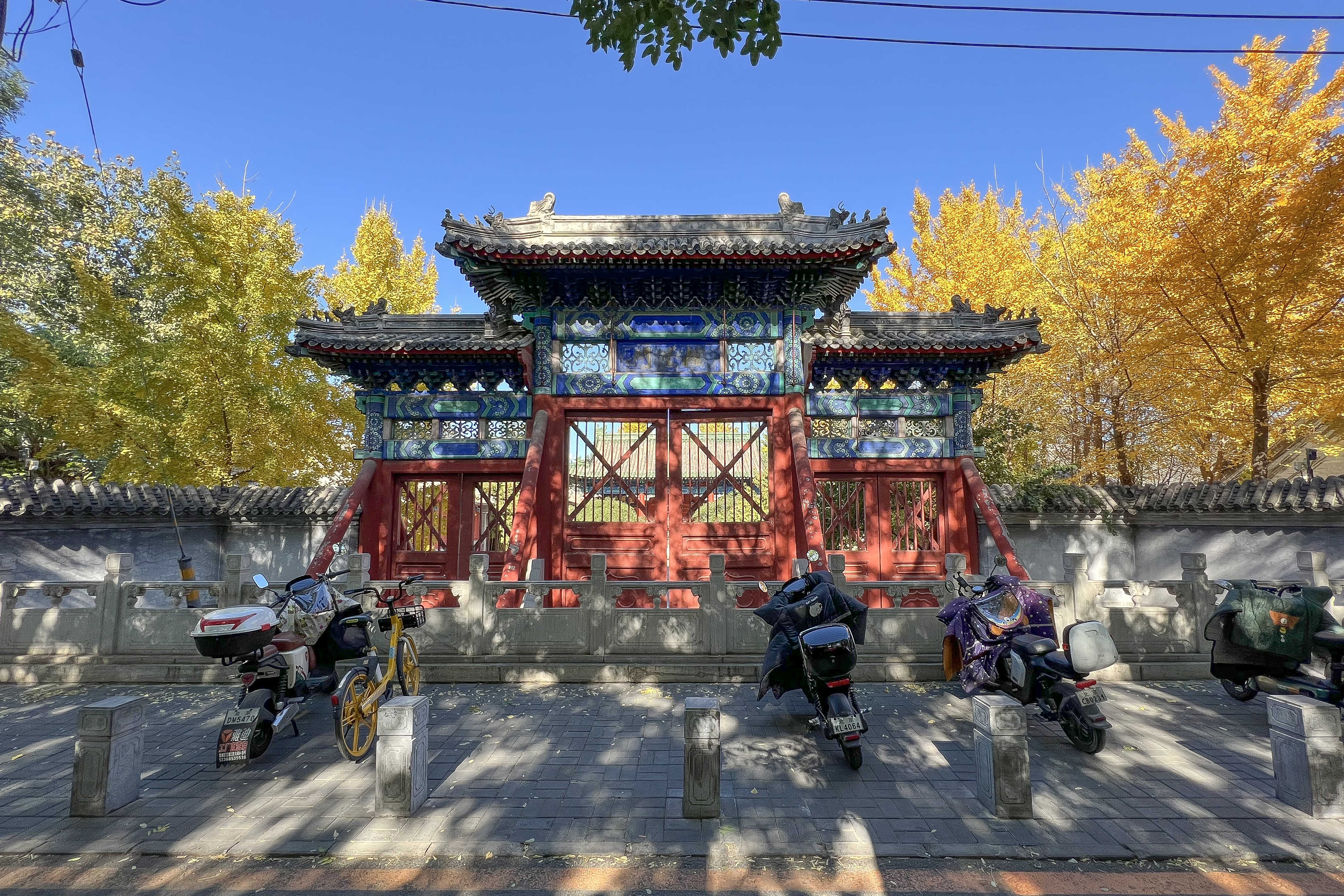
顺天府学的棂星门

顺天府学，位于北京市东城区府学胡同65号，是明朝、清朝的顺天府属学校。顺天府学西侧为顺天府文庙，东侧为文丞相祠、文昌祠。如今，顺天府学及其西侧的顺天府文庙统一以“顺天府学”之名列为北京市文物保护单位，由北京市东城区府学小学使用。文丞相祠、文昌祠则分别由其他单位使用。以下仅介绍顺天府学及顺天府文庙。

## 历史
顺天府学的原址为元朝的太和观，元朝末年因供奉孔子牌位而免被明朝军队焚毁。明朝洪武初年，由于国都定为南京，故将位于北京的元朝的国学改为顺天府学，将太和观改为大兴县学。明朝永乐九年（1411年），由于国都迁至北京，故复国子监为国学，此处则由大兴县学改为顺天府学，大兴县学、宛平县学附于顺天府学。永乐十二年（1414年），兴建了顺天府文庙大成殿、顺天府学明伦堂、东西斋等建筑。明朝宣德至万历年间，又多次重修及增建。清朝初年，顺天府学建筑大多残破。清朝康熙四年（1665年）到雍正四年（1726年）进行了重修，到嘉庆十三年（1808年）以后形成了完整的规模。中华民国时期，建筑逐渐破败，一直被学校使用。中华人民共和国成立后，顺天府学为府学小学使用，顺天府文庙为东城区少年宫及其他单位使用。
到1990年代，顺天府学及顺天府文庙的建筑中，仅有顺天府学的二门、顺天府文庙的大成殿留存，均为清朝建筑。2000年至2001年底，府学小学斥资4000万元人民币进行了扩建工程，按照光绪《顺天府志》中的记载恢复顺天府学及顺天府文庙的原貌，在顺天府文庙大成殿后面新建一栋三层教学楼。扩建之后，府学小学分为南北两个部分，北部为教学区，由东、西两栋教学楼组成，南部为古建区，在北部教学区和南部古建区之间，为一个东西向的200米跑道操场，操场内设4个羽毛球场。扩建后的府学小学设有五个门：棂星门、府学大门、小学正门、小学东门及小学北门，分别作为标志性建筑、学生通道、教师通道、消防通道。
经过此次工程，古建区由三部分组成：古建区西部为顺天府文庙，修复后不再充作教室，而是作为府学小学的行政管理用房、阅览室、大型会议及教学成果展览厅。古建区中部为顺天府学，修复后作为府学小学领导办公室、专业教室、教师备课教室、学生活动场所。古建区东部为文丞相祠（作为博物馆隶属于北京市文物局），府学小学在文天祥祠以北恢复了六角两层的魁星阁，作为府学小学的校友纪念阁。

## 建筑
该古建筑群坐北朝南，分成东、西两路，西为顺天府文庙，东为顺天府学，符合中国古代的“右庙左学”制度。顺天府学和顺天府文庙前的府学胡同内，原来有两座跨街木牌坊，向内额曰“育贤”，向外额曰“育德”，现两座牌坊均已无存。

### 顺天府文庙
西路为顺天府文庙，主体建筑为大成殿。其中，大成殿是清朝初年建筑，乡贤祠、名宦祠是按照原状修复，其他建筑均为2000年在原址上复建。自南向北依次为：
- 棂星门：为顺天府文庙的正门，面阔三间，四柱三楼木牌坊式建筑。
- 泮池：位于棂星门以北，泮池平面呈椭圆形，池上按照府学制度架设有石桥三座。
  - 乡贤祠、名宦祠：分别位于泮池两侧，均为硬山房三间，灰色筒瓦带脊。
- 大成门：位于泮池以北，中柱大门面阔三间，歇山顶，灰瓦绿琉璃剪边，三踩单昂斗拱，施有旋子彩画。
- 大成殿：位于大成门以北，为顺天府文庙的正殿，面阔五间，庑殿顶，灰瓦绿琉璃剪边，带有花心。三踩单昂斗拱，施有旋子彩画。大成殿的中间三间是隔扇，梢间是槛窗。
  - 东庑、西庑：大成殿前的东、西庑均为面阔五间，悬山顶，一斗三升斗拱。[1]

### 顺天府学
东路为顺天府学。其中，二门为清朝原物，大门及二门两侧的官厅、祠堂是原址重建，其他建筑均为2000年新建的仿古建筑。自南向北依次为：
- 大门：面阔三间，中柱式，硬山顶大脊。
  - 科房、文昌殿：大门两旁原来是科房、文昌殿，均已倾毁，现已改建为三间勾连搭硬山房，当作教室使用。
- 二门：面阔三间，中柱式，硬山顶大脊。
  - 官厅、祠殿：二门两旁设有官厅、祠殿各三间，均为原址复建。
- 仪门：面阔一间。
- 明伦堂：位于仪门以北，面阔五间。
  - 斋舍：位于明伦堂两侧。
- 崇圣祠、尊经阁：明伦堂后面有崇圣祠、尊经阁，东西配置有满汉教授、训导署第及其他祠庙，现均已无存。
- 魁星阁：位于明伦堂东面。光绪《顺天府志》中的顺天府学全图记载，此阁是六角二层楼阁，但1930年代的照片显示此阁平面呈方形，所以光绪《顺天府志》之图是否为沿用旧图待考证。2000年复建时，采用六角形制。[1]